# Antonio Martínez Llamazares
Antonio Martínez Llamazares (geboren am 17. Mai 2003 in León) ist ein spanischer Handballspieler, der auf der Spielposition Rechtsaußen eingesetzt wird.

## Vereinskarriere
Martínez spielte bis 2023 bei ABANCA Ademar León in der Liga Asobal. Im Sommer 2023 wechselte er zum FC Porto.
Mit dem Team aus León nahm er an europäischen Vereinswettbewerben teil.

## Auswahlmannschaften
Er stand im Aufgebot spanischer Nachwuchsauswahlmannschaften. Sein erstes Spiel für Spanien absolvierte er am 15. Dezember 2017 mit der selección promesas gegen die Auswahl Portugals. Martínez spielte mit der juvenil selección bei der U-19-Europameisterschaft 2021, bei der Spanien den dritten Platz belegte, sowie bei der U-20-Europameisterschaft 2022, bei der er mit der junior selección Europameister wurde. In 47 Spielen bis Juni 2023 in den Nachwuchsteams erzielte er 176 Tore.

## Privates
Sein Vater war Handballtrainer. Sein Bruder Isidoro Martínez spielt ebenfalls Handball.